# قائمة وكالات الفضاء
المفاتيح اللونية:
القابليات تحدد على الألوان أدناه:
| الاسم                                                                                            | المختصر               | البلد | الإنشاء                          | أنهت         | الموقع الرسمي                                                        | مصادر                                                                   |
| ------------------------------------------------------------------------------------------------ | --------------------- | --- | -------------------------------- | ------------ | -------------------------------------------------------------------- | ----------------------------------------------------------------------- |
| وكالة فضاء نمساوية (Austrian Solar and Space Agency 1977–1987; Also Aeronautics and Space Agency | ASA                   | النمسا | 12 يوليو 1972                    | —            | www.ffg.at                                                           | [ 1 ] [ 2 ]                                                             |
| منظمة أبحاث الفضاء وتحكم الريموتي                                                                | SPARRSO               | بنغلاديش | 1980                             | —            | sparrso.gov.bd                                                       | [ 3 ]                                                                   |
| الهيئة السعودية للفضاء                                                                           | SSA                   | السعودية | 2018                             | —            | ssa.gov.sa                                                           | [ 4 ]                                                                   |
| وكالة الإمارات للفضاء                                                                            |                       | الإمارات العربية المتحدة | 2014                             | —            | space.gov.ae                                                         | [ 5 ]                                                                   |
| معهد بلجيكا للعلوم الفضائية والطيرانية                                                           |                       | بلجيكا | 1964                             | —            | www.aeronomie.be                                                     | [ 6 ]                                                                   |
| وكالة أنشطة الفضاء البلوفرية                                                                     | ABAE                  | فنزويلا | 1 يانير 2008                     | —            | www.abae.gob.ve                                                      | [ 7 ]                                                                   |
| وكالة الفضاء البرازيلية                                                                          | AEB                   | البرازيل | 10 Fفبراير 1994                  | —            | www.aeb.gov.br نسخة محفوظة 24 ديسمبر 2010 على موقع واي باك مشين.     | [ 8 ]                                                                   |
| المركز الفضائي الوطني البريطاني                                                                  |                       | المملكة المتحدة | 1985                             |              | www.bnsc.gov.uk                                                      |                                                                         |
| وكالة الفضاء البلغارية                                                                           |                       | بلغاريا | 1969                             |              | www.space.bas.bg                                                     | [ 9 ]                                                                   |
| وكالة الفضاء الكندية                                                                             | CSA / ASC             | كندا | مارس 1989                        |              | www.space.gc.ca                                                      | [ 10 ]                                                                  |
| الإدارة الصينية الوطنية الفضائية (الصين: 国家航天局)                                             | CNSA                  | الصين | أبريل 1993                       | —            | www.cnsa.gov.cn                                                      | [ 11 ]                                                                  |
| مفوضية فضاية كولمبية                                                                             |                       | كولومبيا | 2006                             |              | www.cce.gov.co                                                       | [ 12 ]                                                                  |
| منظمة الكومنويلث للأبحاث العلمية والصناعية                                                       | CSIRO                 | أستراليا | 1926                             | —            | www.csiro.au                                                         | No current Space Agency. Senate inquiry has called for formation of one |
| مكتب التشيك الفضائي                                                                              |                       | جمهورية التشيك | نوفمبر 2003                      |              | www.czechspace.cz                                                    | [ 14 ]                                                                  |
| مركز الفضاء الوطني الدنماركي                                                                     |                       | الدنمارك | 1 يناير، 2005                    |              | www.spacecenter.dk                                                   |                                                                         |
| مركز أبحاث الفضاء الدنماركي                                                                      |                       | الدنمارك |                                  | 1 يانير 2005 | www.drsi.dk[وصلة مكسورة]                                             |                                                                         |
| وكالة الفضاء الأوروبية                                                                           | ESA                   | النمسا · بلجيكا · الدنمارك · فنلندا · فرنسا · ألمانيا · اليونان · جمهورية أيرلندا · إيطاليا · لوكسمبورغ · هولندا · النرويج · البرتغال · إسبانيا · السويد · سويسرا · المملكة المتحدة | 1975                             | —            | www.esa.int                                                          | [ 15 ] [ 16 ]                                                           |
| وكالة تطوير الأبحاث الفضائية والجيومعلوماتية                                                     | GISTDA                | تايلاند | 2 نوفمبر 2002                    |              | www.gistda.or.th                                                     | [ 17 ]                                                                  |
| المركز الفضائي الألماني                                                                          | DLR                   | ألمانيا | 1969                             |              | www.dlr.de                                                           | [ 18 ]                                                                  |
|                                                                                                  |                       | |                                  |              |                                                                      |                                                                         |
| رابطة درب التبانة                                                                                | mwr                   | كردستان العراق | 2018                             |              | https://mwrkurd.blogspot.com/                                        | [ 19 ]                                                                  |
| مكتب الفضاء المجري                                                                               |                       | المجر | 1992                             |              | www.hso.hu                                                           |                                                                         |
| منظمة بحوث فضائية هندية                                                                          | ISRO                  | الهند | أغسطس 15، 1969                   |              | www.isro.org                                                         | [ 20 ] [ 21 ] [ 22 ]                                                    |
| معهد التطبيقات الفضائية والاستشعار عن بعد                                                        | ISARS                 | اليونان | 1955                             |              | www.space.noa.gr                                                     |                                                                         |
| المعهد الوطني للتقنيات الفضائية                                                                  |                       | إسبانيا | 1942                             |              | www.inta.es                                                          | [ 23 ] [ 24 ]                                                           |
| وكالة الفضاء الإيرانية                                                                           | ISA                   | إيران | 2004                             |              | www.isa.ir نسخة محفوظة 30 سبتمبر 2007 على موقع واي باك مشين.         | [ 25 ] [ 26 ]                                                           |
| وكالة الفضاء الإسرائيلية                                                                         |                       | إسرائيل | 1983                             |              | ISR Homepage                                                         |                                                                         |
| وكالة الفضاء الإيطالية                                                                           |                       | إيطاليا | 1988                             |              | www.asi.it                                                           | [ 27 ]                                                                  |
| منظمة بحوث الفضاء اليابانية                                                                      | JAXA (Formerly NASDA) | اليابان | 1 أكتوبر، 2003 (October 1, 1969) |              | www.jaxa.jp                                                          | [ 28 ]                                                                  |
| المعهد الكوري لأبحاث الفضاء                                                                      | KARI                  | كوريا الجنوبية | 1989                             |              | www.kari.kr                                                          |                                                                         |
| وكالة الفضاء الوطنية الماليزية (بالملايوية: Agensi Angkasa Negara)                               |                       | ماليزيا | 2002                             | —            | www.angkasa.gov.my نسخة محفوظة 24 أكتوبر 2007 على موقع واي باك مشين. |                                                                         |
| الوكالة الفضائية المكسيكية                                                                       | AEXA'                 | المكسيك | 4 نوفمبر، 2008                   | —            | https://asal.dz/                                                     |                                                                         |
| وكالة الفضاء الجزائرية (Agencia)                                                                 | ASA                   | الجزائر | 16 يناير، 2002                   |              | http://www.aexa.divaac.org/eng.html                                  | [ 30 ]                                                                  |
| ناسا                                                                                             | NASA                  | الولايات المتحدة | 1 أكتوبر 1958                    | —            | www.nasa.gov                                                         | [ 31 ]                                                                  |
| المركز الوطني للدراسات الفضائية (بالفرنسية: Centre National d'Études Spatiales)                  | CNES                  | فرنسا | 1961                             |              | www.cnes.fr                                                          | [ 32 ]                                                                  |
| مفوظية وطنية لأبحاث الفضاء (بالإسبانية: Comisión Nacional de Investigaciones Espaciales)         | CNIE                  | الأرجنتين | 1961                             | 1991         | www.conae.gov.ar                                                     | [ 33 ]                                                                  |
| المعهد الوطني لعلوم الطيران والفضاء (بالإندونيسية: Lembaga Antariksa dan Penerbangan Nasional)   | LAPAN                 | إندونيسيا | نوفمبر 27, 1964                  |              | www.lapan.go.id                                                      |                                                                         |
| مفوظية أنشطة الفضاء الوطنية (بالإسبانية: Comisión Nacional de Actividades Espaciales)            | CONAE                 | الأرجنتين | 1991                             | —            | www.conae.gov.ar                                                     | [ 33 ]                                                                  |
| وكالة الفضاء الوطنية الأوكرانية                                                                  | NSAU                  | أوكرانيا | 1992                             |              | www.nkau.gov.ua نسخة محفوظة 6 أكتوبر 2008 على موقع واي باك مشين.     | [ 34 ]                                                                  |
| منظمة الفضاء الوطنية (تيوان)                                                                     | NSPO                  | جمهورية الصين (تايوان) | October 1991                     | —            | www.nspo.org.tw                                                      | [ 35 ]                                                                  |
| وكالة الفضاء الوطنية للأبحاث والتطوير                                                            | NASRDA                | نيجيريا | 1998                             |              | www.nasrda.org                                                       |                                                                         |
| معهد هولندا للبحوث الفضائية                                                                      | SRON                  | هولندا | 1983                             |              | www.sron.nl                                                          |                                                                         |
| وكالة فضاء كوريا الشمالية 조선우주공간기술위원회                                                 | KCST                  | كوريا الشمالية |                                  |              | —                                                                    | [ 36 ] [ 37 ]                                                           |
| وكالة الفضاء النرويجية                                                                           |                       | النرويج |                                  |              | www.spacecentre.no                                                   | [ 38 ]                                                                  |
| مفوضية أبحاث الغلاف الجوي والفضاء                                                                | SUPARCO               | باكستان | سبتمبر 16, 1961                  |              | www.suparco.gov.pk                                                   |                                                                         |
| وكالة فضاء بيرو                                                                                  | CONIDA                | بيرو |                                  |              | www.condia.gob.pe                                                    | [ 39 ]                                                                  |
| شركة الفضاء البرتغالية                                                                           |                       | البرتغال | 1989                             |              | []                                                                   | [ 40 ] [ 41 ]                                                           |
| وكالة فضاء رومانيا                                                                               |                       | رومانيا | 1991                             |              | www.rosa.ro                                                          |                                                                         |
| وكالة روسيا الفدرالية الفضائية                                                                   | RKA / RSA             | روسيا | c.1992                           |              | www.roscosmos.ru                                                     | [ 42 ]                                                                  |
| برنامج الفضاء السوفيتي                                                                           |                       | الاتحاد السوفيتي | c.1955                           | c. 1991      |                                                                      |                                                                         |
| مركز أبحاث الفضاء التابع لأكاديمية العلوم البولندية                                              |                       | بولندا | 1976                             |              | www.cbk.waw.pl                                                       | [ 43 ]                                                                  |
| هيئة الفضاء الوطنية السويدية                                                                     |                       | السويد |                                  |              | www.snsb.se نسخة محفوظة 15 يونيو 2008 على موقع واي باك مشين.         | [ 44 ]                                                                  |
| مكتب فضاء السويسرا                                                                               |                       | سويسرا |                                  |              | www.sso.admin.ch                                                     | [ 45 ] [ 46 ]                                                           |
| مكتب الأمم المتحدة لشؤون الفضاء الخارجي                                                          | UNOOSA                | الأمم المتحدة | 13 ديسمبر 1958                   | —            | www.unoosa.org                                                       | [ 47 ]                                                                  |

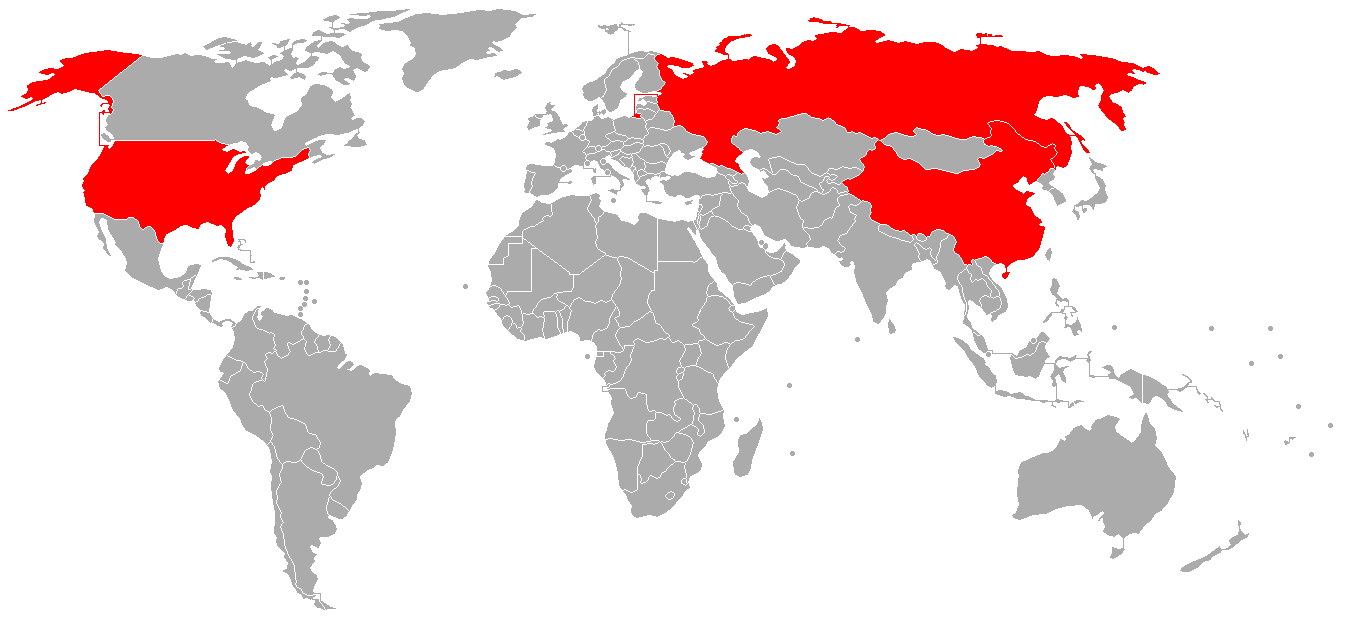
دول صعود الإنسان للفضاء
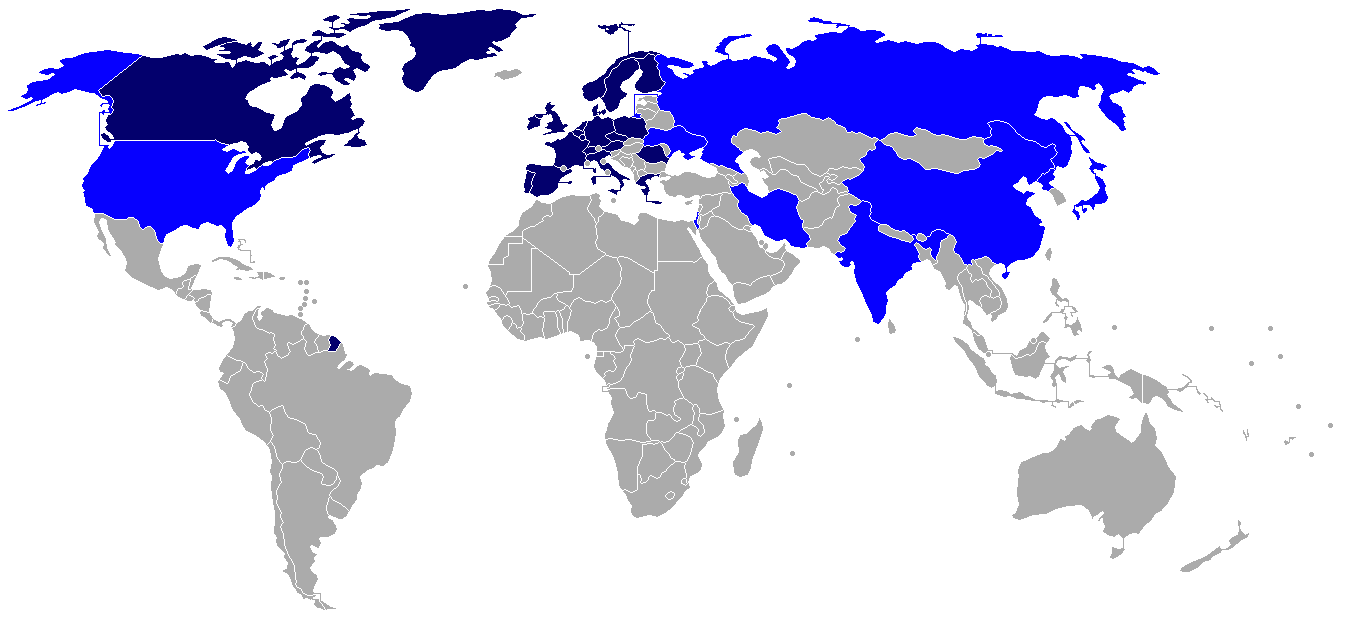
دول بقابلية الإطلاق
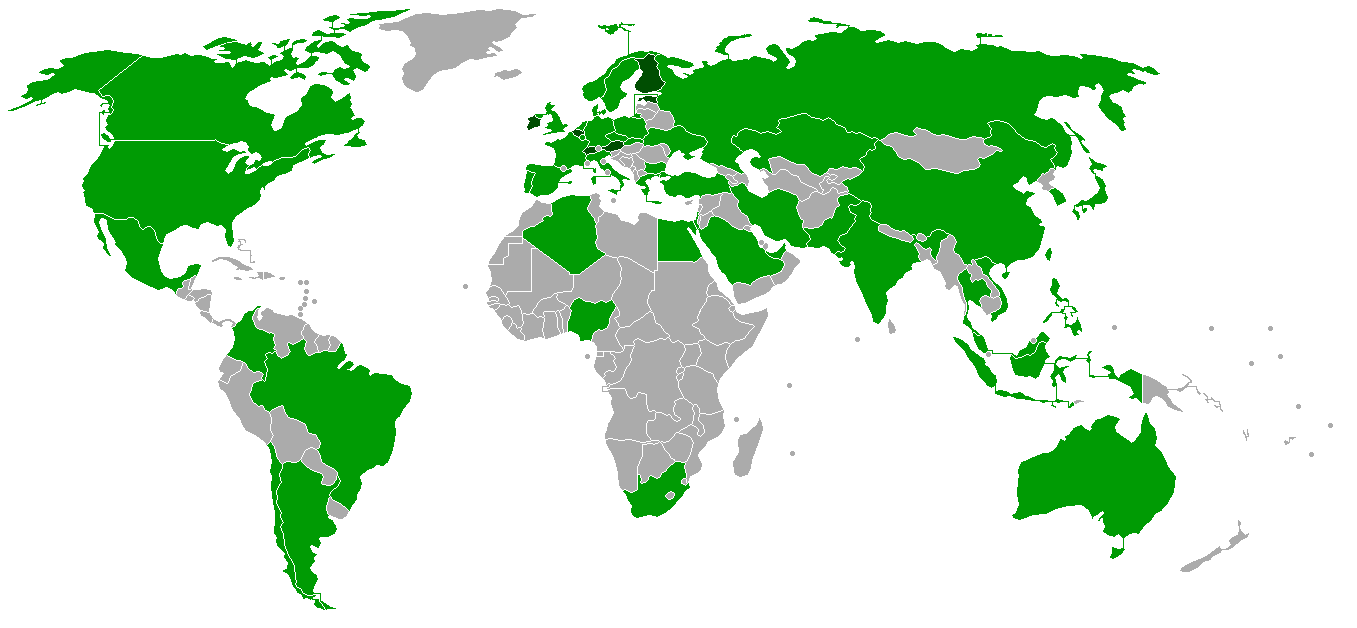
قابلية إطلاق قمر صناعي

## وكالات الفضاء الأعلى من حيث الميزانية
هذا الجدول يحدد أكثرية وكالات الفضاء من حيث الميزانية، بالنسبة للصفحات الرئيسية لتلك الوكالات.
| البلد | الوكالة                                                           | الميزانية والعام                         |
| --- | ----------------------------------------------------------------- | ---------------------------------------- |
| الولايات المتحدة | NASA «الوكالة الوطنية للملاحة الجوية»                             | $19.3 مليار لعام 2016                    |
| النمسا · بلجيكا · جمهورية التشيك · الدنمارك · إستونيا · فنلندا · فرنسا · ألمانيا · اليونان · المجر · جمهورية أيرلندا · إيطاليا · لوكسمبورغ · هولندا · النرويج · البرتغال · بولندا · رومانيا · إسبانيا · السويد · سويسرا · المملكة المتحدة | وكالة الفضاء الأوروبية                                            | $ 5.85 مليار لعام 2016                   |
| روسيا | RKA (وكالة روسيا الفدرالية الفضائية)                              | $ 3.05 مليار لعام 2015                   |
| ألمانيا | DLR (المركز الفضائي الألماني)                                     | $2.91 مليار لعام 2014                    |
| فرنسا | المركز الوطني للدراسات الفضائية (وكالة الفضاء الفرنسية)           | $ 2.36 مليار لعام 2015                   |
| اليابان | JAXA (منظمة بحوث الفضاء اليابانية)                                | $2.03 مليار لعام 2013                    |
| إيطاليا | ASI (وكالة الفضاء الإيطالية)                                      | $1.8 مليار لعام 2014                     |
| الصين | CNSA (الإدارة الصينية الوطنية الفضائية)                           | $1,300 (Euroconsult) [90] 500 (official) |
| الهند | ISRO (منظمة بحوث فضائية هندية)                                    | $1.2 مليار لعام 2015-2016                |
| مصر | وكالة الفضاء المصرية (وكالة الفضاء المصرية)                       | > $ 1 مليار لعام 2018                    |
| كوريا الجنوبية | KARI (المعهد الكوري لأبحاث الفضاء)                                | $ 583 مليون لعام 2016                    |
| كندا | CSA (وكالة الفضاء الكندية)                                        | $488.7 مليون                             |
| المملكة المتحدة | BNSC (مركز الفضاء الوطني البريطاني                                | $429 مليون لعام 2014                     |
| البرازيل | AEB (وكالة الفضاء البرازيلية)                                     | $294 مليون                               |
| أوكرانيا | وكالة الفضاء الوطنية الأوكرانية (وكالة الفضاء الوطنية الأوكرانية) | $250–300 مليون                           |
| إسبانيا | CDTI (وكالة الفضاء الإسبانية)                                     | $250 مليون                               |
| بلجيكا | سياسة العلوم والفضاء البلجيكية                                    | $230 مليون                               |
| هولندا | المعهد الهولندي لبحوث الفضاء (معهد هولندا للبحوث الفضائية)        | $160 مليون                               |
| سويسرا | SSO (مكتب فضاء سويسرا)                                            | $110 مليون                               |
| السويد | SNSB (هيئة الفضاء الوطنية السويدية)                               | $100 مليون                               |
| العالم | جميع وكالات الفضاء                                                | $41.8 مليار                              |